# Louzy
Louzy är en kommun i departementet Deux-Sèvres i regionen Nouvelle-Aquitaine i västra Frankrike. Kommunen ligger i kantonen Thouars 2e Canton som tillhör arrondissementet Bressuire. År 2022 hade Louzy 1 292 invånare.

## Befolkningsutveckling
Antalet invånare i kommunen Louzy
| Referens: INSEE |